# Кугучево
Кугучево — деревня в Жирятинском районе Брянской области, в составе Воробейнского сельского поселения. 
 Расположена в 3 км к северу от деревни Колодня. Постоянное население с 2006 года отсутствует.

## История
Основана в 1673 году почепским атаманом Кириллом Яковлевичем на месте «пустого селища»; позднее — владение Великосовичей и др. (казачьего населения не было). Входила в приход села Ишово.
До 1781 года входила в Почепскую (1-ю) сотню Стародубского полка; с 1782 до 1918 в Мглинском повете, уезде (с 1861 — в составе Воробейнской волости); в 1918—1929 гг. — в Почепском уезде (Воробейнская, с 1924 Балыкская волость).
С 1929 года — в Жирятинском районе, а при его временном расформировании (1932—1939, 1957—1985 гг.) — в Почепском районе. С 1920-х гг. до 2005 года входила в Горицкий сельсовет.